# Maximianus (Antiochia)
Maximianus (auch: Maximus) († 191) war von 182 oder 188 bis 191 Bischof von Antiochien. Über seine vergleichsweise kurze Amtszeit ist wenig bekannt. Sein Nachfolger wurde Serapion.